# Список Героев Социалистического Труда (Лаанеметс — Лещинер)
Эта страница является частью списка Героев Социалистического Труда и перечисляет в алфавитном порядке лиц, удостоенных звания Героя Социалистического Труда, чьи фамилии начинаются с буквы «Л», от Лаанеметс до Лещинер.
- Список не включает дважды и трижды Героев Социалистического Труда, а также лиц, лишённых этого звания.
- Список содержит информацию о датах жизни, роде деятельности и дате присвоения звания Героя.
- Герои, удостоенные звания посмертно, выделены в списке  серым цветом .
- Герои, сменившие фамилию после присвоения звания, приводятся в списках дважды, при этом строка с новой фамилией выделяется  бежевым цветом  и не имеет номера.

## Список людей, фамилии которых начинаются с «Л»
| Навигационная таблица | Навигационная таблица |
| --------------------- | --------------------- |
| «Л»                   | Лаанеметс — Лещинер   |
| «Л»                   | Ли — Лощёнова         |
| «Л»                   | Лубенец — Ляшко       |

| №          | Фамилия, имя, отчество                 | Даты жизни              | Деятельность | Дата присвоения | ГС         |
| ---------- | -------------------------------------- | ----------------------- | --- | --------------- | ---------- |
| 1          | Лаанеметс Эмилия Юхановна              | 29.11.1909 — 02.03.2004 | Свинарка колхоза «Тээ Коммунизмиле» Раплаского района Эстонской ССР | 01.03.1958      | [ ГС 1 ]   |
| 2          | Лабанцева Матрёна Акимовна             | 14.03.1922 — 14.04.2000 | Доярка опытно-производственного хозяйства «Ерусланское» Фёдоровского района Саратовской области | 08.04.1971      | [ ГС 2 ]   |
| 3          | Лаборешных Виктор Дмитриевич           | 06.05.1926 — 30.11.2006 | Бригадир электросварщиков Уральского завода химического машиностроения Министерства химического и нефтяного машиностроения СССР, гор. Свердловск                                                                                               | 25.06.1966      | [ ГС 3 ]   |
| 4          | Лабутис Юозас Антано                   | 15.08.1932 — 01.04.2016 | Бригадир рабочих Каунасского мясокомбината Министерства мясной и молочной промышленности Литовской ССР | 26.04.1971      |            |
| 5          | Лабуш Владимир Афанасьевич             | 16.10.1920 — 24.06.1995 | Агроном районного отдела сельского хозяйства Котовского района Одесской области | 19.07.1951      | [ ГС 4 ]   |
| 6          | Лавасас Христо Елефтерович             | 26.12.1894 — 14.09.1965 | Председатель колхоза имени Ворошилова Дагвинского сельсовета Кобулетского района Аджарской АССР | 29.08.1949      | [ ГС 5 ]   |
| 7          | Лавренёва Анна Васильевна              | 1921—1972               | Бригадир Краснодарского завода электроизмерительных приборов Краснодарского совнархоза | 07.03.1960      | [ ГС 6 ]   |
| 8          | Лавренец-Семенюк Всеволод Иванович     | 24.02.1918 — 26.08.2005 | Заместитель главного конструктора ОКБ-456 Государственного комитета Совета Министров СССР по оборонной технике, Московская область | 17.06.1961      | [ ГС 7 ]   |
| 9          | Лаврентьев Михаил Алексеевич           | 19.11.1900 — 15.10.1980 | Вице-президент Академии наук СССР, председатель Президиума Сибирского отделения АН СССР | 29.04.1967      | [ ГС 8 ]   |
| 10         | Лаврентьев Пётр Денисович              | 11.01.1905 — 04.10.1979 | Главный инженер завода № 26 Наркомата авиационной промышленности СССР, Башкирская АССР | 16.09.1945      | [ ГС 9 ]   |
| 11         | Лаврентьева Матрёна Дмитриевна         | 07.11.1924 — 07.11.2014 | Звеньевая полеводческой бригады колхоза имени Ворошилова Яльчикского района Чувашской АССР | 19.03.1948      | [ ГС 10 ]  |
| 12         | Лаврик Николай Андреевич               | 12.11.1934 — 08.05.1998 | Комбайнёр колхоза «Коминтерн» Недригайловского района Сумской области | 06.03.1981      | [ ГС 11 ]  |
| 13         | Лаврикова Вера Николаевна              | 1918 — ????             | Звеньевая колхоза «Охрана труда» Ярославского района Краснодарского края | 06.05.1948      | [ ГС 12 ]  |
| 14         | Лавриненко Андрей Михайлович           | 14.10.1924 — 15.06.2003 | Директор совхоза «Победа» Нововаршавского района Омской области | 13.12.1972      | [ ГС 13 ]  |
| 15         | Лавринец Григорий Сидорович            | 1910 — ????             | Бригадир колхоза имени Ленина Алтайского района Хакасской автономной области | 10.04.1948      | [ ГС 14 ]  |
| 16         | Лавров Владимир Андреевич              | 28.09.1928 — 09.03.2004 | Председатель колхоза «Победа» Новодеревенского района Рязанской области | 08.04.1971      | [ ГС 15 ]  |
| 17         | Лавров Владимир Павлович               | 30.12.1925 — 24.05.1999 | Управляющий трестом «Свердловскхимстрой» Министерства строительства предприятий тяжёлой индустрии СССР, Свердловская область | 09.01.1974      | [ ГС 16 ]  |
| 18         | Лавров Кирилл Юрьевич                  | 15.09.1925 — 27.04.2007 | Актёр Ленинградского академического Большого драматического театра имени М. Горького, народный артист СССР | 13.09.1985      | [ ГС 17 ]  |
| 19         | Лавров Лев Николаевич                  | 13.03.1933 — 24.06.1994 | Главный конструктор производственного объединения «Машиностроение» Министерства общего машиностроения СССР, гор. Пермь | 25.09.1984      | [ ГС 18 ]  |
| 20         | Лаврова Александра Ивановна            | 12.04.1929 — 21.01.2018 | Бригадир участка Томского завода резиновой обуви Министерства нефтеперерабатывающей и нефтехимической промышленности СССР | 15.01.1974      | [ ГС 19 ]  |
| 21         | Лаврова Вера Васильевна                | 05.10.1915 — 18.04.2000 | Главный врач сельской участковой больницы Новомалыклинского района Ульяновской области | 04.02.1969      | [ ГС 20 ]  |
| 21.000001  | Лаврук Анна Алексеевна                 | 1922—2002               | Колхозница колхоза имени Матросова Гурьевского района Калининградской области | 13.07.1950      | [ ГС 21 ]  |
| 22         | Лаврухина Прасковья Филипповна         | 12.10.1939 — 30.10.1999 | Доярка колхоза имени Ленина Каменского района Ростовской области | 06.09.1973      | [ ГС 22 ]  |
| 23         | Лагвилава Бабуца Капитоновна           | род. 1928               | Рабочая Зугдидской чайной фабрики № 1 Министерства пищевой промышленности Грузинской ССР | 17.01.1974      | [ ГС 23 ]  |
| 24         | Лагно Мария Григорьевна                | 08.01.1926 — 01.09.2014 | Звеньевая колхоза имени Кирова Александровского района Кировоградской области | 08.04.1971      | [ ГС 24 ]  |
| 25         | Лагно Надежда Петровна                 | 18.04.1937 — 13.09.2014 | Изолировщица запорожского кабельного завода «Запорожкабель» имени Ф. Энгельса производственного объединения «Запорожтрансформатор» Министерства электротехнической промышленности СССР, гор. Запорожье                                         | 04.07.1975      | [ ГС 25 ]  |
| 26         | Лагодин Пивония Дмитриевна             | 11.04.1933 — 02.10.2015 | Доярка колхоза имени Ленина Кицманского района Черновицкой области | 07.07.1986      | [ ГС 26 ]  |
| 27         | Лагошин Николай Иванович               | 10.12.1923 — 17.07.2006 | Старший осмотрщик вагонов депо Чернышевск-Забайкальский Забайкальской железной дороги, Читинская область | 04.05.1971      | [ ГС 27 ]  |
| 28         | Лагузова Зинаида Евграфовна            | 14.10.1923 — 17.01.2003 | Доярка колхоза «Горшиха» Ярославского района Ярославской области | 11.06.1949      | [ ГС 28 ]  |
| 29         | Лагунов Александр Васильевич           | род. 31.08.1933         | Слесарь-монтажник Северного машиностроительного предприятия Министерства судостроительной промышленности СССР, Архангельская область | 26.04.1971      | [ ГС 29 ]  |
| 29.000002  | Лагунова Анна Михайловна               | 06.04.1922 — 02.06.1977 | Звеньевая колхоза «Красный Октябрь» Вожгальского района Кировской области | 17.03.1948      | [ ГС 30 ]  |
| 30         | Лагутенко Виталий Павлович             | 1904 — 26.12.1968       | Главный инженер, заместитель начальника Архитектурно-планировочного управления гор. Москвы | 28.01.1960      | [ ГС 31 ]  |
| 31         | Лагутин Алексей Фёдорович              | 08.11.1922 — 16.02.1978 | Бригадир тракторной бригады Джурунской МТС Актюбинской области | 11.01.1957      | [ ГС 32 ]  |
| 32         | Лагутин Борис Николаевич               | 15.09.1927 — 06.11.2010 | Первый заместитель директора — главный конструктор Московского института теплотехники Министерства оборонной промышленности СССР | 18.01.1977      | [ ГС 33 ]  |
| 33         | Лагуткин Николай Васильевич            | 18.05.1936 — 2005       | Звеньевой механизированного звена колхоза «Гигант» Скопинского района Рязанской области | 31.12.1965      | [ ГС 34 ]  |
| 34         | Лагушкина Фаина Ивановна               | 10.12.1930 — 14.03.2012 | Доярка совхоза имени Тельмана Тосненского района Ленинградской области | 06.09.1973      | [ ГС 35 ]  |
| 35         | Ладик Митрофан Григорьевич             | 04.04.1908 — 19.09.1967 | Комбайнёр Бурлинской МТС Бурлинского района Алтайского края | 11.01.1957      | [ ГС 36 ]  |
| 36         | Ладушкин Илья Иванович                 | 02.08.1909 — 15.10.1975 | Первый секретарь Верхнечирчикского райкома Компартии Узбекистана, Ташкентская область | 08.04.1971      | [ ГС 37 ]  |
| 37         | Ладыгин Виктор Иванович                | 1931 — 14.11.1978       | Комбайнёр совхоза «Белогорский» Майского района Павлодарской области | 23.06.1966      | [ ГС 38 ]  |
| 38         | Лазарев Иван Евграфович                | 1908 — ????             | Директор зернового совхоза «Галля-Арал» Министерства совхозов СССР, Галля-Аральский район Самаркандской области | 26.04.1948      |            |
| 39         | Лазарев Константин Дмитриевич          | 20.09.1929 — 12.05.2012 | Председатель колхоза «Власть Советов» Шатковского района Горьковской области | 29.08.1986      | [ ГС 39 ]  |
| 40         | Лазарев Леонид Александрович           | 26.06.1933 — 19.07.2006 | Бригадир электромонтажников Братского электромонтажного управления треста «Гидроэлектромонтаж» Министерства энергетики и электрификации СССР, Иркутская область                                                                                | 17.05.1977      | [ ГС 40 ]  |
| 41         | Лазарев Михаил Андронович              | род. 15.11.1927         | Бригадир комплексной бригады специализированного управления № 44 треста «Гордорстрой» № 3 Главмосинжстроя Мосгорисполкома | 11.03.1974      | [ ГС 41 ]  |
| 42         | Лазарев Михаил Дмитриевич              | 29.09.1927 — 06.04.2019 | Электросварщик Усть-Катавского вагоностроительного завода имени С. М. Кирова Министерства общего машиностроения СССР, Челябинская область | 26.04.1971      | [ ГС 42 ]  |
| 43         | Лазарев Пётр Иванович                  | 23.07.1909 — 25.05.1977 | Врубмашинист шахты № 42 треста «Донскойуголь» комбината «Москвоуголь» Министерства угольной промышленности СССР, Тульская область | 26.04.1957      | [ ГС 43 ]  |
| 44         | Лазарев Сергей Тихонович               | 01.04.1926 — 25.12.2017 | Директор шахты «Чертинская-Южная» комбината «Кузбассуголь» Министерства угольной промышленности СССР, Кемеровская область | 30.03.1971      | [ ГС 44 ]  |
| 45         | Лазарева Галина Михайловна             | 04.03.1930 — 04.12.2024 | Преподаватель технического училища № 3, гор. Ульяновск | 27.06.1978      | [ ГС 45 ]  |
| 46         | Лазарева Люциана Васильевна            | 13.06.1928 — 22.03.2005 | Бригадир колхоза «Россия» Завьяловского района Удмуртской АССР | 22.03.1966      | [ ГС 46 ]  |
| 46.000003  | Лазарева Мария Павловна                | 28.08.1928 — 27.01.1990 | Звеньевая совхоза «Нижне-Чуйский» Министерства сельского хозяйства СССР, Кагановичский район Фрунзенской области | 10.07.1950      | [ ГС 47 ]  |
| 47         | Лазаренко Прасковья Фёдоровна          | 27.10.1927 — 30.05.2006 | Телятница колхоза имени Кирова Монастырищенского района Черкасской области | 08.04.1971      | [ ГС 48 ]  |
| 48         | Лаздиня-Юдина Мильда Яновна            | 05.01.1927 — 26.02.1993 | Доярка совхоза «Лиепупе» Министерства совхозов СССР, Лимбажский район Латвийской ССР | 27.09.1950      | [ ГС 49 ]  |
| 49         | Лаздуп Вольдемар Петрович              | 1935 — ????             | Бригадир комплексной бригады Лиепайского общестроительного треста, Латвийская ССР | 11.08.1966      | [ ГС 50 ]  |
| 50         | Лазуков Василий Григорьевич            | 19.03.1909 — 1980       | Старший агроном Пермской МТС Верхне-Муллинского района Молотовской области | 19.03.1948      | [ ГС 51 ]  |
| 51         | Лазуренко Дарья Ивановна               | род. 29.03.1929         | Звеньевая Ленинского свеклосовхоза Министерства пищевой промышленности СССР, Кегичёвский район Харьковской области | 29.08.1949      |            |
| 52         | Лазуткин Алексей Степанович            | 10.03.1918 — 16.09.2004 | Машинист экскаватора машинопрокатной базы строительного треста № 49 Омского совнархоза | 09.08.1958      | [ ГС 52 ]  |
| 53         | Лазутко Фёдор Иванович                 | 15.03.1913 — 1979       | Бригадир колхоза «Сопка героев» Крымского района Краснодарского края | 30.04.1966      | [ ГС 53 ]  |
| 54         | Лазько Емельян Михеевич                | 06.08.1905 — 18.12.1992 | Директор Северской МТС Краснодарского края | 06.05.1948      | [ ГС 54 ]  |
| 55         | Лазюк Андрей Владимирович              | 1928 — 10.04.1990       | Машинист горного комбайна шахтоуправления имени Молодой гвардии треста «Краснодонуголь» комбината «Донбассантрацит» Министерства угольной промышленности Украинской ССР, Луганская область                                                     | 29.06.1966      | [ ГС 55 ]  |
| 56         | Лайвиньш Вильгельм Янович              | 04.06.1911 — 07.05.1979 | Первый секретарь Рижского райкома Компартии Латвии | 15.02.1958      | [ ГС 56 ]  |
| 57         | Лайков Иван Кузьмич                    | 1923 — ????             | Директор совхоза «Победа» Вулканештского района Молдавской ССР | 08.12.1973      | [ ГС 57 ]  |
| 58         | Лакомов Виктор Иванович                | 06.03.1933 — 24.08.1991 | Котельщик Лысьвенского турбогенераторного завода Министерства электротехнической промышленности СССР, Пермская область | 12.05.1977      |            |
| 59         | Лакомов Виктор Иванович                | род. 22.11.1939         | Бригадир монтёров пути управления строительства «Ангарстрой» Министерства транспортного строительства СССР, Иркутская область | 07.02.1974      | [ ГС 58 ]  |
| 60         | Лакомова Агафья Владимировна           | 1915 — ????             | Звеньевая виноградарского совхоза имени Молотова Министерства промышленности продовольственных товаров СССР, Анапский район Краснодарского края                                                                                                | 26.02.1955      | [ ГС 59 ]  |
| 61         | Лакомова Валентина Васильевна          | 23.04.1933 — 02.01.2003 | Птичница совхоза имени Ватутина Валуйского района Белгородской области | 08.04.1971      | [ ГС 60 ]  |
| 62         | Лакоя Владимир Антонович               | 1905 — ????             | Председатель колхоза села Дурипш Гудаутского района Абхазской АССР | 02.04.1966      | [ ГС 61 ]  |
| 63         | Лактюшкин Алексей Александрович        | 24.09.1906 — 17.05.1989 | Управляющий трестом «Сантехмонтаж-62» Главленинградстроя при исполкоме Ленинградского городского Совета депутатов трудящихся | 25.03.1971      | [ ГС 62 ]  |
| 64         | Лалабекян Бабкен Шаваршович            | 1911—1992               | Старший агроном Шагриарской МТС Октемберянского района Армянской ССР | 16.10.1950      | [ ГС 63 ]  |
| 65         | Лалаев Аким Христофорович              | 1892 — ????             | Звеньевой колхоза имени Шаумяна, гор. Кизляр Грозненской области | 12.07.1950      | [ ГС 64 ]  |
| 66         | Лалаян Эгуш Гайковна                   | 01.06.1918 — ????       | Бригадир колхоза «Бакинский рабочий» Мардакертского района Нагорно-Карабахской автономной области | 08.04.1971      | [ ГС 65 ]  |
| 67         | Лалетина Екатерина Григорьевна         | 09.12.1906 — 17.04.1981 | Бригадир колхоза «Красный Октябрь» Вожгальского района Кировской области | 17.03.1948      | [ ГС 66 ]  |
| 68         | Ламехов Анатолий Алексеевич            | 14.04.1931 — 08.08.2020 | Капитан атомного ледокола «Леонид Брежнев» Мурманского морского пароходства Министерства морского флота СССР | 02.03.1984      | [ ГС 67 ]  |
| 69         | Ламочкин Герман Иннокентьевич          | 07.11.1935 — 23.12.2016 | Бригадир комплексной бригады строительного управления № 6 треста «Мосстрой» № 1 Главмосстроя, гор. Москва | 21.06.1963      | [ ГС 68 ]  |
| 70         | Лангемак Георгий Эрихович              | 20.07.1898 — 11.01.1938 | Заместитель директора по научной части (главный инженер) Реактивного НИИ Народного Комиссариата оборонной промышленности СССР, военинженер 1-го ранга, гор. Москва                                                                             | 21.06.1991      | [ ГС 69 ]  |
| 71         | Ланговая Раиса Тимофеевна              | 20.12.1928 — 28.02.1972 | Свинарка ордена Трудового Красного Знамени конного завода № 157, Мечётинский район Ростовской области | 26.07.1949      | [ ГС 70 ]  |
| 72         | Лангуев Данил Сергеевич                | 08.02.1925 — 08.02.2014 | Бригадир рыболовецкой бригады Чупинского рыбозавода, Лоухский район Карельской АССР | 13.04.1963      | [ ГС 71 ]  |
| 73         | Ландарь Гавриил Никитович              | 26.02.1926 — ????       | Начальник механизированного отряда колхоза имени XIX партсъезда Великолепетихского района Херсонской области | 22.12.1977      | [ ГС 72 ]  |
| 74         | Ландау Лев Давидович                   | 22.01.1908 — 01.04.1968 | Заведующий теоретическим отделом Института физических проблем, академик Академии наук СССР, гор. Москва | 04.01.1954      | [ ГС 73 ]  |
| 75         | Ланкин Виктор Михайлович               | 08.11.1939 — 08.07.2020 | Чабан совхоза «Майский» Пестравского района Куйбышевской области | 21.12.1983      | [ ГС 74 ]  |
| 76         | Ланко Раиса Игнатьевна                 | 1919 — ????             | Звеньевая колхоза имени Чапаева Старо-Минского района Краснодарского края | 10.02.1949      | [ ГС 75 ]  |
| 77         | Лановский Тимофей Дмитриевич           | 1898—1963               | Колхозник колхоза имени Третьей пятилетки Тайшетского района Иркутской области | 01.07.1950      | [ ГС 76 ]  |
| 78         | Ланская Таисия Алексеевна              | 1915 — ????             | Доярка совхоза «Богучарово» Ленинского района Тульской области | 22.03.1966      |            |
| 79         | Лантух Михаил Трофимович               | 1920 — ????             | Бригадир колхоза имени Дзержинского Глуховского района Сумской области | 15.12.1972      |            |
| 80         | Ланцов Владимир Степанович             | 15.10.1925 — 09.01.2005 | Бригадир слесарей Алтайского моторного завода Министерства тракторного и сельскохозяйственного машиностроения СССР, гор. Барнаул | 05.08.1966      | [ ГС 77 ]  |
| 81         | Ланцова Анна Григорьевна               | 1925 — 30.08.1979       | Звеньевая совхоза «Советская Россия» Аксайского района Ростовской области | 23.12.1976      | [ ГС 78 ]  |
| 82         | Ланчава Валериан Николаевич            | 1918 — ????             | Звеньевой колхоза «Ахали-Набиджи» Кутаисского района Грузинской ССР | 21.02.1948      | [ ГС 79 ]  |
| 83         | Лапа Николай Кузьмич                   | род. 28.03.1942         | Слесарь Барнаульского завода геофизической аппаратуры Министерства радиопромышленности СССР, Алтайский край | 10.03.1981      | [ ГС 80 ]  |
| 84         | Лапа Ольга Исаковна                    | 29.07.1917 — 12.04.1979 | Клепальщица Иркутского завода тяжёлого машиностроения Иркутского совнархоза | 07.03.1960      | [ ГС 81 ]  |
| 85         | Лапай Виктор Иванович                  | 18.04.1940 — 19.11.2012 | Бригадир горнорабочих очистного забоя шахты имени Я. М. Свердлова производственного объединения «Свердловантрацит» Министерства угольной промышленности Украинской ССР, Ворошиловградская область                                              | 29.04.1986      | [ ГС 82 ]  |
| 86         | Лапаксин Алексей Васильевич            | 30.03.1904 — 02.04.1989 | Председатель исполкома районного Совета депутатов трудящихся Ершовского района Саратовской области | 11.01.1957      | [ ГС 83 ]  |
| 87         | Лапаури Фёдор Леванович                | 1912 — ????             | Звеньевой виноградарского совхоза «Цинандали» Министерства пищевой промышленности СССР, Телавский район Грузинской ССР | 04.09.1950      | [ ГС 84 ]  |
| 88         | Лапин Алексей Павлович                 | 1907 — ????             | Старший агроном Унароковской МТС Ярославского района Краснодарского края | 06.05.1948      | [ ГС 85 ]  |
| 89         | Лапин Василий Васильевич               | 27.02.1917 — 16.08.2001 | Рабочий Пензенского велосипедного завода имени М. В. Фрунзе Министерства машиностроения СССР | 29.03.1976      | [ ГС 86 ]  |
| 90         | Лапин Михаил Александрович             | 30.10.1928 — 24.01.1997 | Первый секретарь Советского райкома КПСС, Саратовская область | 06.06.1984      | [ ГС 87 ]  |
| 91         | Лапин Сергей Георгиевич                | 15.07.1912 — 04.10.1990 | Председатель Государственного комитета СССР по телевидению и радиовещанию, гор. Москва | 14.07.1982      | [ ГС 88 ]  |
| 92         | Лапинская Евгения Сергеевна            | род. 1926               | Бригадир Сагайдацкой птицефабрики Долинского района Кировоградской области | 22.03.1966      |            |
| 93         | Лапочкин Андрей Николаевич             | 19.09.1927 — 01.01.1997 | Слесарь-монтажник Северного машиностроительного предприятия Министерства судостроительной промышленности СССР, гор. Северодвинск Архангельской области                                                                                         | 25.07.1966      | [ ГС 89 ]  |
| 94         | Лапсенберга Иева Интовна               | 20.09.1899 — 12.03.1985 | Доярка колхоза «Большевик» Салдусского района Латвийской ССР | 22.03.1966      | [ ГС 90 ]  |
| 95         | Лапсин Дмитрий Мартынович              | 18.03.1918 — 17.10.2003 | Директор совхоза «Советская Россия» Смоленского района Алтайского края | 22.03.1966      | [ ГС 91 ]  |
| 96         | Лаптев Епифан Тарасович                | 15.08.1896 — 02.11.1977 | Старший конюх колхоза имени Ворошилова Зыряновского района Восточно-Казахстанской области | 04.07.1949      | [ ГС 92 ]  |
| 97         | Лаптев Михаил Тимофеевич               | 1923 — 13.07.2004       | Слесарь-сборщик Рыбинского завода приборостроения Министерства радиопромышленности СССР, Ярославская область | 26.04.1971      | [ ГС 93 ]  |
| 98         | Лаптева Валентина Макаровна            | 19.02.1919 — 02.09.2002 | Главный врач сельской участковой больницы Вознесенского района Горьковской области | 04.02.1969      | [ ГС 94 ]  |
| 99         | Лаптева Наталия Фёдоровна              | 14.09.1920 — ????       | Ткачиха комбината тонких и технических сукон имени Тельмана Министерства лёгкой промышленности РСФСР, гор. Ленинград | 09.06.1966      | [ ГС 95 ]  |
| 100        | Лапутин Александр Васильевич           | 16.02.1916 — 03.04.1993 | Работник оборонного предприятия, гор. Москва | 29.08.1969      |            |
| 101        | Лапухин Василий Захарьевич             | 04.04.1933 — 13.08.2004 | Директор Балахнинского целлюлозно-бумажного комбината имени Ф. Э. Дзержинского Министерства лесной, целлюлозно-бумажной и деревообрабатывающей промышленности СССР, Горьковская область                                                        | 04.05.1985      | [ ГС 96 ]  |
| 102        | Лапчевский Геннадий Степанович         | 05.03.1929 — 27.06.2006 | Старший аппаратчик химического завода имени Кирова Министерства химической промышленности СССР, гор. Волгоград | 20.04.1971      | [ ГС 97 ]  |
| 103        | Лапченко Любовь Николаевна             | 1913—1958               | Звеньевая подсобного хозяйства «Петровское» Ухтомского района Московской области | 13.07.1954      | [ ГС 98 ]  |
| 104        | Лапшин Виктор Макарович                | 16.08.1924 — 05.09.1988 | Резьбошлифовщик Горьковского завода имени М. В. Фрунзе Министерства радиопромышленности СССР | 26.04.1971      | [ ГС 99 ]  |
| 105        | Лапшин Виталий Ванифатьевич            | 16.03.1914 — 05.11.1992 | Директор Московского завода электромеханической аппаратуры Министерства общего машиностроения СССР | 26.04.1971      | [ ГС 100 ] |
| 106        | Лапшин Михаил Николаевич               | 1917 — ????             | Токарь завода № 586 Государственного комитета Совета Министров СССР по оборонной технике, гор. Днепропетровск | 17.06.1961      |            |
| 107        | Лапшин Сергей Фёдорович                | 20.03.1929 — 10.10.2003 | Буровой мастер Уральской нефтегазоразведочной экспедиции производственного геологического объединения «Уральскнефтегазгеология» Министерства геологии СССР, Уральская область                                                                  | 19.04.1990      |            |
| 108        | Лапшинова Полина Степановна            | 1924 — ????             | Заместитель главного врача детской больницы № 2, гор. Киев | 23.10.1978      |            |
| 109        | Лапшова Мария Петровна                 | 17.07.1909 — 1968       | Начальник сталеплавильной лаборатории завода «Красный Октябрь» Сталинградского совнархоза | 07.03.1960      | [ ГС 101 ] |
| 110        | Лапшова Тамара Васильевна              | род. 12.05.1924         | Шлифовальщица Томского завода режущих инструментов Министерства станкостроительной и инструментальной промышленности СССР | 05.04.1971      | [ ГС 102 ] |
| 111        | Лапыгин Владимир Лаврентьевич          | 04.02.1925 — 15.03.2002 | Первый заместитель главного конструктора Научно-исследовательского института автоматики и приборостроения Министерства общего машиностроения СССР, гор. Москва                                                                                 | 26.04.1971      | [ ГС 103 ] |
| 112        | Лапырин Виктор Иванович                | 14.03.1928 — 02.11.2013 | Токарь Горьковского производственно-конструкторского объединения «Гидромаш» Министерства авиационной промышленности СССР | 26.04.1971      | [ ГС 104 ] |
| 113        | Ларетей Хилья Иохановна                | 19.05.1930 — 28.06.1991 | Свинарка совхоза «Хуммули» Валгаского района Эстонской ССР | 22.03.1966      | [ ГС 105 ] |
| 114        | Ларин Иван Васильевич                  | 10.06.1889 — 04.05.1972 | Профессор-консультант кафедры луговодства Ленинградского сельскохозяйственного института, академик Всесоюзной академии сельскохозяйственных наук имени В. И. Ленина                                                                            | 23.06.1966      | [ ГС 106 ] |
| 115        | Ларин Иван Васильевич                  | 03.07.1895 — 25.02.1958 | Бригадир фермы колхоза «Красная Заря» Луховицкого района Московской области | 07.10.1949      | [ ГС 107 ] |
| 116        | Ларин Тимофей Филатович                | 18.01.1901 — 21.08.1974 | Начальник комбината «Тулауголь» Министерства угольной промышленности западных районов СССР, Тульская область | 28.08.1948      | [ ГС 108 ] |
| 117        | Ларина Прасковья Фоминична             | 01.07.1922 — 21.05.2008 | Доярка колхоза «Восток» Кавказского района Краснодарского края | 06.09.1973      | [ ГС 109 ] |
| 118        | Ларионов Алексей Николаевич            | 19.08.1907 — 22.09.1960 | Первый секретарь Рязанского обкома КПСС | 25.12.1959      | [ ГС 110 ] |
| 119        | Ларионов Николай Иванович              | 14.02.1931 — 30.09.2005 | Машинист бумагоделательной машины Углегорского целлюлозно-бумажного комбината Министерства целлюлозно-бумажной промышленности СССР, Сахалинская область                                                                                        | 20.04.1971      | [ ГС 111 ] |
| 120        | Ларионова Зинаида Алексеевна           | 29.10.1906 — 15.10.1990 | Звеньевая семеноводческого колхоза «Свобода» Пучежского района Ивановской области | 09.06.1950      | [ ГС 112 ] |
| 121        | Ларионова Надежда Егоровна             | 1925—1986               | Телятница совхоза «Касимовский» Касимовского района Рязанской области | 22.03.1966      | [ ГС 113 ] |
| 122        | Ларионова Надежда Ильинична            | 1926 — 30.08.1976       | Работница предприятия Министерства электронной промышленности СССР, Московская область | 26.04.1971      |            |
| 123        | Ларичев Владимир Иванович              | 15.07.1932 — 20.03.1997 | Бригадир проходчиков Управления № 10-А Главного управления по строительству тоннелей и метрополитенов Министерства транспортного строительства СССР, Московская область                                                                        | 22.07.1985      |            |
| 124        | Ларьков Георгий Иванович               | 08.09.1921 — 10.10.2001 | Генеральный директор Киевского производственного объединения «Коммунист» Министерства радиопромышленности СССР | 10.03.1981      | [ ГС 114 ] |
| 125        | Ласица Николай Николаевич              | род. 09.10.1937         | Механизатор совхоза имени Некрасова Орджоникидзевского района Кустанайской области | 19.02.1981      | [ ГС 115 ] |
| 126        | Ласков Григорий Андреевич              | 1939 — 14.02.2002       | Капитан сейнера-траулера «Сарбай» Сахалинского производственного объединения рыбной промышленности Министерства рыбного хозяйства СССР, гор. Невельск                                                                                          | 21.06.1984      | [ ГС 116 ] |
| 127        | Ластовка Василий Иванович              | 1933 — 07.02.1991       | Бригадир проходчиков Прокопьевского шахтопроходческого управления комбината «Кузбассшахтострой» Министерства угольной промышленности СССР, Кемеровская область                                                                                 | 05.03.1976      | [ ГС 117 ] |
| 128        | Латария Тамара Владимировна            | род. 1929               | Колхозница колхоза «Колхида» Зугдидского района Грузинской ССР | 19.07.1950      | [ ГС 118 ] |
| 129        | Латарцев Владимир Андреевич            | род. 01.01.1942         | Механизатор колхоза имени Кирова Марьинского района Донецкой области | 08.12.1973      | [ ГС 119 ] |
| 130        | Латонс Янис Карлович                   | 18.02.1938 — 26.02.2007 | Тракторист колхоза «Церауксте» Бауского района Латвийской ССР | 12.12.1973      | [ ГС 120 ] |
| 131        | Латунов Георгий Григорьевич            | 23.04.1903 — 21.11.1993 | Начальник станции Палласовка Рязано-Уральской железной дороги, Сталинградская область | 05.11.1943      | [ ГС 121 ] |
| 132        | Латык Ирина Васильевна                 | 1926 — 31.08.1996       | Заведующая отделением больницы № 3, гор. Львов | 04.02.1969      | [ ГС 122 ] |
| 133        | Латыпов Абдуманон                      | 1917 — ????             | Звеньевой колхоза имени Ленина Пролетарского района Ленинабадской области | 01.03.1948      |            |
| 134        | Латыпов Гусман Хафизович               | 13.05.1925 — 08.09.2000 | Председатель колхоза «Гигант» Мензелинского района Татарской АССР | 08.04.1971      | [ ГС 123 ] |
| 135        | Латыпов Турсунбай                      | 08.03.1920 — 05.1991    | Председатель колхоза имени Молотова Баяутского района Ташкентской области | 11.01.1957      | [ ГС 124 ] |
| 136        | Латюк Мария Андреевна                  | 01.01.1924 — 10.09.1995 | Доярка колхоза имени Калинина Каменец-Подольского района Хмельницкой области | 26.02.1958      | [ ГС 125 ] |
| 137        | Лауниконене Роже Пятровна              | 1908 — ????             | Доярка колхоза имени Черняховского Капсукского района Литовской ССР | 05.04.1958      |            |
| 138        | Лаур Вольдемар Хендрикович             | 17.02.1927 — 04.01.2013 | Директор совхоза «Карья» Кингисеппского района Эстонской ССР | 22.03.1966      | [ ГС 126 ] |
| 139        | Лахаева Екатерина Иосифовна            | 06.01.1928 — 09.01.2013 | Заправщица Смоленского льнокомбината Министерства лёгкой промышленности РСФСР | 09.06.1966      | [ ГС 127 ] |
| 140        | Лахно Павел Михайлович                 | 20.02.1911 — ????       | Комбайнёр Кзыл-Жарской МТС Актюбинской области | 11.01.1957      | [ ГС 128 ] |
| 141        | Лачинов Мамаджан                       | 1909 — ????             | Бригадир колхоза имени Навои Чустского района Наманганской области | 08.04.1971      |            |
| 142        | Лачкепиани Григорий Несторович         | 1912 — ????             | Звеньевой колхоза «Цинсвла» Твишского сельсовета Цагерского района Грузинской ССР | 05.09.1950      |            |
| 143        | Лашина Галина Алексеевна               | 20.11.1935 — 28.05.2007 | Швея-мотористка Горьковского производственного швейного объединения «Восход» Министерства текстильной промышленности РСФСР | 16.01.1974      | [ ГС 129 ] |
| 144        | Лашко Феодосий Григорьевич             | 1914 — ????             | Бригадир колхоза имени Ленина Котовского района Молдавской ССР | 30.04.1966      |            |
| 145        | Лашков Илья Тимофеевич                 | 02.08.1923 — 21.06.1999 | Чабан племенного завода «Курьинский» Курьинского района Алтайского края | 22.03.1966      | [ ГС 130 ] |
| 146        | Лашукас Александрас Казио              | род. 1925               | Бригадир маляров Биржайской передвижной механизированной колонны Паневежского территориального строительного треста Министерства сельского строительства Литовской ССР                                                                         | 07.05.1971      |            |
| 147        | Лебедев Александр Алексеевич           | 27.11.1893 — 15.03.1969 | Начальник отдела Государственного оптического института Министерства оборонной промышленности СССР, академик Академии наук СССР, гор. Ленинград                                                                                                | 21.06.1957      | [ ГС 131 ] |
| 148        | Лебедев Александр Васильевич           | 23.02.1926 — 03.05.2009 | Старший оператор Московского нефтеперерабатывающего завода Министерства нефтеперерабатывающей и нефтехимической промышленности СССР | 28.05.1966      | [ ГС 132 ] |
| 149        | Лебедев Александр Илларионович         | 21.07.1929 — 10.02.2005 | Начальник земснаряда треста «Гидромеханизация» на строительстве Куйбышевской ГЭС | 09.08.1958      | [ ГС 133 ] |
| 150        | Лебедев Аркадий Степанович             | 16.06.1926 — 18.03.2002 | Бригадир электромонтажников треста «Центрэлектросетьстрой» Министерства строительства электростанций СССР, Свердловская область | 20.09.1962      | [ ГС 134 ] |
| 151        | Лебедев Виктор Николаевич              | 13.02.1910 — 22.03.1976 | Директор завода № 172 Пермского совнархоза | 17.06.1961      | [ ГС 135 ] |
| 152        | Лебедев Владимир Александрович         | 02.08.1915 — 18.09.1989 | Сотрудник отделения молекулярной физики Института атомной энергии имени И. В. Курчатова, гор. Москва | 23.12.1970      | [ ГС 136 ] |
| 153        | Лебедев Геннадий Фёдорович             | 26.03.1930 — 26.06.2019 | Машинист машин вытягивания стекла Гусевского стеклозавода имени Дзержинского Министерства промышленности строительных материалов РСФСР, Владимирская область                                                                                   | 28.07.1966      | [ ГС 137 ] |
| 154        | Лебедев Евгений Алексеевич             | 15.01.1917 — 09.06.1997 | Актёр Ленинградского академического Большого драматического театра имени М. Горького, народный артист СССР | 23.06.1987      | [ ГС 138 ] |
| 155        | Лебедев Евгений Иванович               | 27.05.1925 — 29.10.2014 | Токарь Красноярского машиностроительного завода имени В. И. Ленина Министерства общего машиностроения СССР | 26.07.1966      | [ ГС 139 ] |
| 156        | Лебедев Евгений Иванович               | 23.12.1923 — 18.02.1974 | Шлифовщик Ленинградского машиностроительного и металлургического Кировского завода Министерства оборонной промышленности СССР | 26.04.1971      | [ ГС 140 ] |
| 157        | Лебедев Иван Матвеевич                 | 10.01.1929 — 20.08.2015 | Бригадир треста «Стальконструкция» Министерства монтажных и специальных строительных работ СССР, гор. Ленинград | 06.06.1975      | [ ГС 141 ] |
| 158        | Лебедев Иван Николаевич                | 07.04.1927 — 04.08.1999 | Машинист экскаватора строительного управления Главного управления Министерства монтажных и специальных строительных работ СССР, гор. Москва | 07.05.1971      |            |
| 159        | Лебедев Ириней Васильевич              | 1926 — ????             | Бригадир Вологодского паровозо-вагоноремонтного завода Министерства путей сообщения СССР, Вологодская область | 01.08.1959      | [ ГС 142 ] |
| 160        | Лебедев Михаил Борисович               | 1910 — 17.11.1993       | Бригадир плотников Черновского шахтостроительного управления треста «Забайкалуглестрой» Читинского совнархоза | 09.08.1958      | [ ГС 143 ] |
| 161        | Лебедев Михаил Петрович                | 21.11.1920 — 24.04.1992 | Слесарь-инструментальщик Сарапульского электрогенераторного завода Министерства авиационной промышленности СССР, Удмуртская АССР | 26.04.1971      | [ ГС 144 ] |
| 162        | Лебедев Николай Сергеевич              | род. 19.12.1934         | Токарь-расточник Ленинградского станкостроительного завода имени Я. М. Свердлова Ленинградского станкостроительного производственного объединения имени Я. М. Свердлова Министерства станкостроительной и инструментальной промышленности СССР | 11.03.1981      | [ ГС 145 ] |
| 163        | Лебедев Павел Кондратьевич             | 1912 — ????             | Шофёр Днепропетровского автотранспортного предприятия Министерства автомобильного транспорта и шоссейных дорог Украинской ССР | 05.10.1966      |            |
| 164        | Лебедев Семён Васильевич               | 17.05.1914 — 05.08.1996 | Моторист электропилы Сявского леспромхоза Шахунского района Горьковской области | 05.10.1957      | [ ГС 146 ] |
| 165        | Лебедев Сергей Алексеевич              | 02.11.1902 — 03.07.1974 | Директор Института точной механики и вычислительной техники Академии наук СССР, академик АН СССР, гор. Москва | 01.06.1956      | [ ГС 147 ] |
| 166        | Лебедев Сергей Максимович              | 17.12.1902 — 07.01.1961 | Старший мастер мартеновского цеха Машиностроительного и металлургического Кировского завода Управления тяжёлой промышленности Ленинградского совнархоза                                                                                        | 19.07.1958      | [ ГС 148 ] |
| 167        | Лебедева Агафья Феровна                | 1908 — 28.06.1965       | Доярка колхоза «Красный маяк» Воткинского района Удмуртской АССР | 20.06.1958      | [ ГС 149 ] |
| 168        | Лебедева Анна Трофимовна               | 14.03.1926 — 09.03.2013 | Звеньевая колхоза «Новая деревня» Верхне-Хавского района Воронежской области | 07.05.1948      | [ ГС 150 ] |
| 169        | Лебедева Анна Харитоновна              | 10.11.1925 — 01.11.1992 | Звеньевая колхоза «Новая деревня» Верхне-Хавского района Воронежской области | 07.05.1948      | [ ГС 151 ] |
| 170        | Лебедева Евдокия Алексеевна            | 21.09.1918 — ????       | Токарь Ленинградского завода «Электрик» Министерства электротехнической промышленности СССР | 20.04.1971      | [ ГС 152 ] |
| 171        | Лебедева Любовь Васильевна             | 02.09.1919 — 11.09.2011 | Звеньевая колхоза «Ударник полей» Промышленновского района Кемеровской области | 25.02.1949      | [ ГС 153 ] |
| 172        | Лебеденко Екатерина Петровна           | 14.04.1927 — 27.03.2006 | Рабочая Ингирского совхоза имени Берия Министерства сельского хозяйства СССР, Зугдидский район Грузинской ССР | 05.07.1949      | [ ГС 154 ] |
| 173        | Лебеденко Фёдор Иванович               | 1911 — ????             | Тракторист семеноводческого совхоза имени Шевченко Министерства совхозов СССР, Жовтневый район Николаевской области | 20.08.1949      |            |
| 174        | Лебедиков Николай Иванович             | 08.05.1927 — 19.01.1998 | Бригадир тракторной бригады Краснинской МТС Ленинск-Кузнецкого района Кемеровской области | 11.01.1957      | [ ГС 155 ] |
| 175        | Лебедков Андрей Дмитриевич             | 20.10.1901 — 07.09.1978 | Начальник комбината «Москвоуголь» Министерства угольной промышленности западных районов СССР, Тульская область | 28.08.1948      | [ ГС 156 ] |
| 176        | Лебедь Василий Иванович                | род. 01.07.1935         | Механизатор колхоза имени Ильича Лозовского района Харьковской области | 08.12.1973      |            |
| 177        | Лебедь Василий Фёдорович               | 1905 — ????             | Бригадир колхоза имени Сталина Маньковского района Киевской области | 16.02.1948      | [ ГС 157 ] |
| 178        | Лебедь Матрёна Михайловна              | 1912 — ????             | Звеньевая молочного совхоза «Червоный» Министерства совхозов СССР, Первомайский район Харьковской области | 05.05.1949      |            |
| 178.000004 | Лебедь Наталья Матвеевна               | 21.12.1924 — 02.11.2002 | Звеньевая Ленинского отделения Дмитро-Тарановского свеклосовхоза Министерства пищевой промышленности СССР, Микояновский район Курской области                                                                                                  | 14.05.1948      | [ ГС 158 ] |
| 179        | Лебедь Прасковья Елисеевна             | 1914 — ????             | Звеньевая колхоза имени Ильича Коломакского района Харьковской области | 16.02.1948      | [ ГС 159 ] |
| 180        | Лебедь Фёдор Петрович                  | 05.02.1909 — 20.01.1990 | Проходчик шахты № 33 треста «Мосшахтострой» Министерства строительства топливных предприятий СССР, Тульская область | 28.08.1948      | [ ГС 160 ] |
| 181        | Левандовский Антон Генрихович          | 27.09.1936 — 06.07.2005 | Директор совхоза «Берликский» Рузаевского района Кокчетавской области | 19.02.1981      | [ ГС 161 ] |
| 182        | Леванов Владимир Алексеевич            | 07.01.1928 — 1981       | Буровой мастер Мамонтовской конторы бурения треста «Тюменнефтегазразведка» Главтюменнефтегаза Министерства нефтяной промышленности СССР, Ханты-Мансийский национальный округ                                                                   | 30.03.1971      | [ ГС 162 ] |
| 183        | Левен Владимир Петрович                | 19.04.1932 — 19.04.1990 | Механизатор совхоза «Фёдоровский» Фёдоровского района Кустанайской области | 19.02.1981      | [ ГС 163 ] |
| 184        | Левенских Никифор Дементьевич          | 1880 — 05.09.1956       | Звеньевой колхоза «Уральский рабочий» Богдановичского района Свердловской области | 09.03.1948      | [ ГС 164 ] |
| 185        | Левикова Екатерина Георгиевна          | 22.11.1917 — 05.06.1987 | Бригадир свиноводческого совхоза «Канаш» Министерства совхозов СССР, Шенталинский район Куйбышевской области | 03.12.1949      | [ ГС 165 ] |
| 186        | Лёвин Алексей Гаврилович               | род. 08.05.1936         | Начальник управления по производству специальных отделочных работ в транспортном строительстве «Союзметроспецстрой» Министерства транспортного строительства СССР, гор. Москва                                                                 | 05.10.1990      | [ ГС 166 ] |
| 187        | Левин Андрей Иванович                  | 1904 — ????             | Председатель колхоза «Передовой» Октябрьского района Сталинабадской области | 03.05.1949      |            |
| 188        | Левин Виктор Фёдорович                 | 17.05.1939 — 12.12.2000 | Вырубщик Магнитогорской обувной фабрики Челябинского производственного обувного объединения Министерства лёгкой промышленности РСФСР | 16.01.1974      | [ ГС 167 ] |
| 189        | Лёвин Геннадий Михайлович              | род. 31.05.1938         | Буровой мастер Мегионской конторы бурения треста «Сургутбурнефть» Главтюменнефтегаза Министерства нефтяной промышленности СССР, Ханты-Мансийский национальный округ                                                                            | 30.03.1971      | [ ГС 168 ] |
| 190        | Лёвин Иван Иванович                    | 20.08.1910 — 28.01.1991 | Директор Свердловского производственного объединения «Пневмостроймашина» Министерства строительного, дорожного и коммунального машиностроения СССР                                                                                             | 11.03.1981      | [ ГС 169 ] |
| 191        | Левицкас Чесловас Ионович              | 10.06.1932 — 24.05.2012 | Старший крановщик Клайпедского морского торгового порта Министерства морского флота СССР, Литовская ССР | 03.08.1960      | [ ГС 170 ] |
| 192        | Лёвушкина Ксения Павловна              | 27.01.1919 — 07.02.1973 | Мастер стержневого участка литейного цеха завода «Станколит», гор. Москва | 07.03.1960      | [ ГС 171 ] |
| 193        | Левченко Анна Григорьевна              | род. 20.01.1922         | Трактористка колхоза имени Ленина Ичнянского района Черниговской области | 23.06.1966      |            |
| 194        | Левченко Антонина Владимировна         | 1909 — ????             | Звеньевая колхоза имени Иванова Архангельского района Краснодарского края | 04.06.1949      |            |
| 195        | Левченко Афанасий Григорьевич          | 1904 — ????             | Председатель колхоза имени Сталина Маньковского района Киевской области | 16.02.1948      | [ ГС 172 ] |
| 196        | Левченко Вера Ивановна                 | 1920 — 24.06.2012       | Машинист бумагоделательной машины Архангельского целлюлозно-бумажного комбината Министерства целлюлозно-бумажной промышленности СССР | 20.04.1971      | [ ГС 173 ] |
| 197        | Левченко Геннадий Иванович             | род. 15.09.1938         | Генеральный директор производственного объединения «Красный котельщик» имени 60-летия Союза ССР Министерства тяжёлого машиностроения СССР, Ростовская область                                                                                  | 20.03.1991      | [ ГС 174 ] |
| 198        | Левченко Екатерина Яковлевна           | 1914 — ????             | Звеньевая Смелянского свеклосовхоза Министерства пищевой промышленности СССР, Смелянский район Киевской области | 12.09.1951      |            |
| 199        | Левченко Наталья Яковлевна             | 1916 — ????             | Звеньевая колхоза имени Орджоникидзе Лозовского района Харьковской области | 07.05.1948      |            |
| 200        | Левченко Николай Иванович              | 07.12.1913 — 19.05.1991 | Первый секретарь Кагановичского райкома Компартии Киргизии, Фрунзенская область | 15.02.1957      | [ ГС 175 ] |
| 201        | Левченко Пётр Иванович                 | 1895 — 19.10.1958       | Бригадир колхоза «Победа» Тюлькубасского района Южно-Казахстанской области | 28.03.1948      | [ ГС 176 ] |
| 202        | Левченко Рита Адольфовна               | род. 1928               | Мастер Днепродзержинской швейной фабрики Министерства лёгкой промышленности Украинской ССР, Днепропетровская область | 09.06.1966      |            |
| 203        | Левченко Фёдор Васильевич              | 1915—1987               | Бригадир тракторной бригады Красноармейской МТС Кустанайской области | 11.01.1957      | [ ГС 177 ] |
| 204        | Левченко Фёдор Тихонович               | 1906 — ????             | Бригадир колхоза имени Димитрова Близнюковский района Харьковской области | 07.05.1948      |            |
| 205        | Левчик Валентина Николаевна            | 20.04.1924 — ????       | Доярка колхоза «Большевик» Золотоношского района Черкасской области | 26.02.1958      | [ ГС 178 ] |
| 206        | Левшин Александр Иванович              | 10.10.1932 — 18.03.2006 | Буровой мастер конторы глубокого разведочного бурения № 1 нефтепромыслового управления «Малгобекнефть» Министерства нефтедобывающей промышленности СССР, Чечено-Ингушская АССР                                                                 | 24.12.1965      | [ ГС 179 ] |
| 207        | Левшин Александр Константинович        | 21.06.1927 — 14.02.1978 | Бригадир совхоза «Красное знамя» Краснопартизанского района Саратовской области | 23.06.1966      | [ ГС 180 ] |
| 208        | Левшин Серафим Александрович           | 12.08.1903 — 15.11.1995 | Главный инженер управления строительством Плявиньской ГЭС Министерства энергетики и электрификации СССР, Латвийская ССР | 04.10.1966      | [ ГС 181 ] |
| 209        | Легенченко Яков Иванович               | 1919 — ????             | Председатель колхоза имени Ленина Абанского района Красноярского края | 08.04.1971      | [ ГС 182 ] |
| 210        | Лёгкий Адам Платонович                 | 1909 — ????             | Директор совхоза «Большевик» Барского района Винницкой области | 24.12.1976      |            |
| 211        | Лёгкий Анатолий Захарович              | 26.07.1935 — 17.08.2022 | Токарь Волгоградского завода бурового оборудования «Баррикады» Министерства оборонной промышленности СССР | 16.01.1974      | [ ГС 183 ] |
| 212        | Легкоступ Евгений Иванович             | 20.11.1921 — 20.09.1991 | Токарь Запорожского электромашиностроительного завода «Искра» Министерства радиопромышленности СССР | 26.04.1971      | [ ГС 184 ] |
| 213        | Легунов Григорий Андреевич             | 06.08.1910 — 12.12.1996 | Председатель колхоза «Грузия» Генического района Херсонской области | 26.02.1958      | [ ГС 185 ] |
| 214        | Леднёв Василий Матвеевич               | 14.03.1923 — 25.04.2016 | Учитель Кузнецкой средней школы Аргаяшского района Челябинской области | 01.07.1968      | [ ГС 186 ] |
| 215        | Ледянкина Анна Степановна              | 1907 — ????             | Звеньевая колхоза «Путь Ленина» Сухобузимского района Красноярского края | 10.04.1948      |            |
| 216        | Лежень Иван Петрович                   | 07.09.1929 — 31.03.2008 | Вальцовщик Запорожского металлургического завода «Запорожсталь» имени С. Орджоникидзе Министерства чёрной металлургии Украинской ССР | 20.01.1984      | [ ГС 187 ] |
| 217        | Лежепёков Иван Петрович                | 1899 — 09.01.1961       | Председатель колхоза «Путь к рассвету» Кромского района Орловской области | 30.03.1948      | [ ГС 188 ] |
| 218        | Лежепёков Никита Евстафьевич           | 1911 — ????             | Бригадир тракторной бригады Кромской МТС Кромского района Орловской области | 30.03.1948      | [ ГС 189 ] |
| 219        | Лежепёкова Александра Петровна         | 1910 — ????             | Звеньевая колхоза «Путь к рассвету» Кромского района Орловской области | 30.03.1948      | [ ГС 190 ] |
| 220        | Лежнин Дмитрий Васильевич              | 20.09.1922 — 2005       | Машинист экскаватора управления механизации объединения «Укргазстрой» Министерства газовой промышленности СССР, Киевская область | 30.03.1971      | [ ГС 191 ] |
| 221        | Лезина Александра Александровна        | 08.05.1918 — 01.03.1994 | Токарь Московского электромеханического завода имени Владимира Ильича Министерства электротехнической промышленности СССР | 20.04.1971      | [ ГС 192 ] |
| 222        | Лейпунский Александр Ильич             | 07.12.1903 — 14.08.1972 | Научный руководитель Физико-энергетического института Государственного производственного комитета по среднему машиностроению СССР, гор. Обнинск Калужской области                                                                              | 06.12.1963      | [ ГС 193 ] |
| 223        | Лекавичюс Юозас Юозо                   | 1914 — ????             | Звеньевой колхоза «Каролис Пожела» Ионишкского уезда Литовской ССР | 27.04.1949      |            |
| 224        | Леквинадзе Давид Георгиевич            | 11.01.1910 — ????       | Главный агроном отдела сельского хозяйства Ткибульского района Грузинской ССР | 29.08.1949      | [ ГС 194 ] |
| 225        | Лексин Николай Сергеевич               | 01.07.1932 — 29.04.2018 | Бригадир машинистов экскаватора разреза «Юго-Западный» производственного объединения «Дальвостуголь» Министерства угольной промышленности СССР, Амурская область                                                                               | 25.10.1982      | [ ГС 195 ] |
| 226        | Леладзе Дементий Евстатиевич           | 1901 — ????             | Звеньевой Аргветского виноградарского совхоза Грузинского шампанкомбината Министерства пищевой промышленности СССР, Зестафонский район Грузинской ССР                                                                                          | 05.10.1949      | [ ГС 196 ] |
| 227        | Лелеков Юрий Сергеевич                 | 19.04.1930 — 23.03.1988 | Мастер цеха локомотивного депо Московка Омской железной дороги, Омская область | 01.08.1959      | [ ГС 197 ] |
| 228        | Лелецкая Ольга Степановна              | род. 15.06.1933         | Сборщица браслетов и брекеров Воронежского шинного завода Министерства нефтеперерабатывающей и нефтехимической промышленности СССР | 06.04.1981      | [ ГС 198 ] |
| 229        | Лелякова Ксения Захаровна              | 1912 — 08.1970          | Звеньевая колхоза «Завет Ильича» Рыльского района Курской области | 04.05.1948      | [ ГС 199 ] |
| 230        | Лемаев Николай Васильевич              | 14.11.1929 — 24.12.2000 | Генеральный директор Нижнекамского производственного объединения «Нижнекамскнефтехим» Министерства нефтеперерабатывающей и нефтехимической промышленности СССР, Татарская АССР                                                                 | 13.06.1980      | [ ГС 200 ] |
| 231        | Лемешко Василий Леонтьевич             | род. 31.03.1930         | Бригадир комплексной бригады строительно-монтажного управления № 11 Киевского треста № 1 Министерства строительства Украинской ССР | 08.08.1964      |            |
| 232        | Лемешко Николай Семёнович              | род. 15.05.1935         | Звеньевой колхоза имени Ватутина Васильевского района Запорожской области | 10.02.1975      | [ ГС 201 ] |
| 233        | Лемещенко Сергей Дмитриевич            | 29.12.1910 — 01.11.1998 | Председатель колхоза имени Кирова Слуцкого района Минской области | 22.03.1966      | [ ГС 202 ] |
| 233.000005 | Лемещук Марфа Моисеевна                | род. 1922               | Звеньевая Верхнячского семеноводческого свеклосовхоза Министерства сельского хозяйства СССР, Христиновский район Киевской области | 19.05.1948      |            |
| 234        | Ленгауэр Наталья Андреевна             | 20.08.1908 — 10.02.1997 | Главный врач городской станции скорой медицинской помощи, гор. Киев | 04.02.1969      | [ ГС 203 ] |
| 235        | Ленгвинене Станислава-Алдона Антановна | род. 1942               | Доярка колхоза «Яунойи гвардия» Кретингского района Литовской ССР | 12.10.1988      |            |
| 236        | Лендюк Устинья Владимировна            | 13.04.1950 — 09.04.1987 | Колхозница колхоза имени Мичурина Гусятинского района Тернопольской области | 08.12.1973      | [ ГС 204 ] |
| 237        | Ленёв Олег Константинович              | 25.04.1926 — 25.03.1987 | Генеральный директор Рижского производственного объединения ВЭФ имени В. И. Ленина Министерства промышленности средств связи СССР, Латвийская ССР                                                                                              | 09.07.1985      | [ ГС 205 ] |
| 238        | Лени Иван Афанасьевич                  | 13.10.1922 — ????       | Звеньевой колхоза имени Ворошилова Прокопьевского района Кемеровской области | 25.02.1949      | [ ГС 206 ] |
| 239        | Лёнин Александр Васильевич             | 04.08.1915 — 13.07.1984 | Председатель колхоза «Красный луч» Алатырского района Чувашской АССР | 23.06.1966      | [ ГС 207 ] |
| 240        | Ленник Клавдия Прохоровна              | 1919 — ????             | Свинарка совхоза «Славянский» Пахтааральского района Сырдарьинской области | 22.03.1966      | [ ГС 208 ] |
| 241        | Ленчовская Мелания Михайловна          | 14.01.1939 — 12.11.2011 | Звеньевая колхоза «Прогресс» Городенковского района Ивано-Франковской области | 24.12.1976      | [ ГС 209 ] |
| 242        | Лень Василий Емельянович               | 23.09.1909 — 10.01.2000 | Бригадир тракторной бригады Лиманской МТС Сталинской области | 10.05.1948      | [ ГС 210 ] |
| 243        | Лень Иосиф Алексеевич                  | 1897 — ????             | Управляющий отделением семеноводческого совхоза «Днепропетровский» Министерства совхозов СССР, Днепропетровская область | 03.05.1948      |            |
| 244        | Леоненко Иван Владимирович             | 08.12.1928 — 06.12.1984 | Бригадир столяров строительно-монтажного управления № 23 треста «Николаевсельстрой» Министерства сельского строительства Украинской ССР, Николаевская область                                                                                  | 07.05.1971      |            |
| 245        | Леонов Василий Фёдорович               | 25.05.1926 — 08.09.1996 | Тракторист Кулундинского зерносовхоза Кулундинского района Алтайского края | 11.01.1957      | [ ГС 211 ] |
| 246        | Леонов Владимир Васильевич             | 08.01.1937 — 17.10.2005 | Тракторист-машинист совхоза имени Ленина Иртышского района Павлодарской области | 13.12.1972      | [ ГС 212 ] |
| 247        | Леонов Георгий Алексеевич              | 1914 — ????             | Тракторист-комбайнёр совхоза имени Ленина Фёдоровского района Кустанайской области | 23.06.1966      | [ ГС 213 ] |
| 248        | Леонов Леонид Максимович               | 31.05.1899 — 08.08.1994 | Русский писатель, заслуженный деятель искусств РСФСР, гор. Москва | 23.02.1967      | [ ГС 214 ] |
| 249        | Леонов Никифор Еремеевич               | 15.08.1925 — 17.08.1989 | Навалоотбойщик шахты № 106 треста «Сараньуголь» комбината «Карагандауголь» Министерства угольной промышленности СССР, Карагандинская область                                                                                                   | 26.04.1957      | [ ГС 215 ] |
| 250        | Леонов Павел Петрович                  | 25.01.1916 — 09.04.1983 | Мастер Новосибирского приборостроительного завода имени В. И. Ленина Министерства оборонной промышленности СССР | 26.04.1971      | [ ГС 216 ] |
| 251        | Леонова Анна Дмитриевна                | 20.12.1923 — 14.06.2006 | Трактористка колхоза «Большевик» Зеньковского района Полтавской области | 30.04.1966      | [ ГС 217 ] |
| 252        | Леонова Анна Николаевна                | 04.01.1922 — 07.08.2010 | Мастер Рязанского завода электронных приборов Министерства электронной промышленности СССР | 29.07.1966      | [ ГС 218 ] |
| 253        | Леонова Лидия Сидоровна                | 12.07.1930 — 11.04.2025 | Свинарка совхоза «Победитель» Кормиловского района Омской области | 08.04.1971      | [ ГС 219 ] |
| 254        | Леонова Надежда Сергеевна              | 1929 — 16.09.2013       | Доярка Кокинского совхоза-техникума Брянского района Брянской области | 08.04.1971      | [ ГС 220 ] |
| 255        | Леонович Николай Мартынович            | 1898 — ????             | Бригадир колхоза «Свободная жизнь» Абанского района Красноярского края | 07.01.1948      | [ ГС 221 ] |
| 256        | Леонтичук Александр Семёнович          | 10.02.1908 — 22.12.1982 | Директор комбината № 816 Министерства среднего машиностроения СССР, гор. Северск Томской области | 07.03.1962      | [ ГС 222 ] |
| 257        | Леонтьев Юлиан Николаевич              | 02.11.1930 — 27.10.2011 | Буровой мастер Чарджоуского управления разведочного бурения объединения «Туркменсевбургаз» Министерства газовой промышленности СССР, Чарджоуская область                                                                                       | 02.03.1981      | [ ГС 223 ] |
| 258        | Леонтьева Мария Ильинична              | 20.02.1912 — 02.05.2005 | Звеньевая зернового совхоза «Тихорецкий» Министерства совхозов СССР, Тихорецкий район Краснодарского края | 11.02.1949      | [ ГС 224 ] |
| 259        | Леошкевич Ирина Сергеевна              | 18.05.1918 — 29.12.2005 | Директор Московского производственного коврового объединения имени 50-летия Великого Октября Министерства текстильной промышленности РСФСР, Люберецкий район Московской области                                                                | 17.03.1981      | [ ГС 225 ] |
| 260        | Лепесов Алмурат                        | 1882—1966               | Старший чабан колхоза «20 лет Казахстана» Аральского района Кзыл-Ординской области | 23.07.1948      | [ ГС 226 ] |
| 261        | Лепетюхин Виктор Никитович             | 03.06.1924 — 09.08.2012 | Бригадир колхоза «Правда» Морозовского района Ростовской области | 07.12.1973      | [ ГС 227 ] |
| 262        | Лепинь Лидия Карловна                  | 04.04.1891 — 04.09.1985 | Академик Академии наук Латвийской ССР, старший научный сотрудник Института химии АН Латвийской ССР, гор. Рига | 01.10.1965      | [ ГС 228 ] |
| 263        | Лепорский Владимир Владимирович        | 15.01.1911 — 15.08.1981 | Директор Ждановского металлургического завода «Азовсталь» имени Орджоникидзе Министерства чёрной металлургии Украинской ССР, Донецкая область                                                                                                  | 22.03.1966      | [ ГС 229 ] |
| 264        | Лесанов Иван Николаевич                | 19.08.1903 — 26.12.1972 | Бригадир комплексной бригады каменщиков управления начальника работ № 752 строительного треста № 89 управления «Свердловскгорстрой», Свердловская область                                                                                      | 09.08.1958      | [ ГС 230 ] |
| 265        | Лескаускас Ионас Стасевич              | 24.06.1906 — 06.1974    | Бетонщик специализированного управления отделочных работ № 66 Шяуляйского стройтреста, Литовская ССР | 01.10.1965      | [ ГС 231 ] |
| 266        | Лёскин Антон Фёдорович                 | 13.02.1899 — 11.06.1950 | Паровозный машинист депо Рузаевка Куйбышевской железной дороги, Мордовская АССР | 05.11.1943      | [ ГС 232 ] |
| 267        | Лескина Ульяна Григорьевна             | 19.10.1915 — 08.05.1996 | Птичница колхоза «Светлый путь» Октябрьского района Волгоградской области | 22.03.1966      | [ ГС 233 ] |
| 268        | Лесная Мария Григорьевна               | 1912 — 21.06.1972       | Звеньевая полеводческого звена колхоза «Красное Знамя» Саркандского района Талды-Курганской области | 28.03.1948      | [ ГС 234 ] |
| 269        | Лесников Михаил Яковлевич              | 06.11.1928 — 10.1998    | Бригадир комплексной бригады управления основных сооружений Красноярскгэсстроя Министерства энергетики и электрификации СССР, Красноярский край                                                                                                | 01.06.1973      | [ ГС 235 ] |
| 270        | Лесничая Екатерина Порфирьевна         | 23.07.1933 — 10.01.2022 | Доярка колхоза «Оснежицкий» Пинского района Брестской области | 22.03.1966      | [ ГС 236 ] |
| 271        | Лесничая Ефросинья Павловна            | 04.10.1903 — 30.09.1976 | Звеньевая семеноводческого колхоза «Профинтерн» Дриссенского района Полоцкой области | 28.03.1949      | [ ГС 237 ] |
| 272        | Лесняк Дмитрий Егорович                | 10.10.1936 — 07.07.1990 | Механизатор совхоза «Янушевский» Ипатовского района Ставропольского края | 22.02.1978      | [ ГС 238 ] |
| 273        | Летковская Таисия Борисовна            | 22.05.1918 — 11.12.1982 | Начальник установки № 18 Грозненского нефтемаслозавода Чечено-Ингушского совнархоза | 07.03.1960      | [ ГС 239 ] |
| 274        | Леунов Иван Иванович                   | 11.11.1928 — 30.10.2014 | Директор совхоза «Бердский» Искитимского района Новосибирской области | 13.03.1981      | [ ГС 240 ] |
| 275        | Леус Екатерина Ивановна                | 1926 — ????             | Доярка колхоза «40-риччя Жовтня» Млиновского района Ровенской области | 22.03.1966      | [ ГС 241 ] |
| 276        | Лехман Анна Васильевна                 | род. 1929               | Звеньевая колхоза имени Сталина Хустского округа Закарпатской области | 16.02.1948      | [ ГС 242 ] |
| 277        | Лецкий Павел Петрович                  | 07.08.1918 — 2003       | Бригадир судосборщиков Ленинградского судостроительного завода имени А. А. Жданова Министерства судостроительной промышленности СССР | 25.07.1966      | [ ГС 243 ] |
| 278        | Лешинскене Янина Прановна              | род. 1932               | Раскройщица Шяуляйского производственного кожевенно-обувного объединения «Эльняс» Министерства лёгкой промышленности Литовской ССР | 04.03.1976      |            |
| 279        | Лешневский Эрнст Егорович              | 29.06.1941 — 15.05.1989 | Бригадир колхоза имени Димитрова Толочинского района Витебской области | 07.07.1986      | [ ГС 244 ] |
| 280        | Лещёва Екатерина Ефимовна              | 1931 — 22.07.1995       | Доярка молочно-овощного совхоза Гагрского района Абхазской АССР | 07.03.1960      | [ ГС 245 ] |
| 281        | Лещенко Александр Ильич                | 24.12.1923 — 08.08.1984 | Бригадир слесарей Запорожского завода имени 50-летия СССР Министерства электронной промышленности СССР | 12.08.1975      | [ ГС 246 ] |
| 282        | Лещенко Сергей Андреевич               | род. 25.08.1930         | Бригадир комплексной бригады строительного управления «Промстрой» № 2 треста «Криворожстрой» Министерства строительства предприятий тяжёлой индустрии Украинской ССР, Днепропетровская область                                                 | 08.04.1975      |            |
| 283        | Лещинер Дмитрий Владимирович           | 17.04.1915 — 08.10.1996 | Начальник бюро эскизного проектирования Московского машиностроительного завода имени С. В. Ильюшина Министерства авиационной промышленности СССР                                                                                               | 29.10.1981      | [ ГС 247 ] |

| Навигационная таблица | Навигационная таблица |
| --------------------- | --------------------- |
| «Л»                   | Лаанеметс — Лещинер   |
| «Л»                   | Ли — Лощёнова         |
| «Л»                   | Лубенец — Ляшко       |